# Unfreedom
Pour plus de détails, voir Fiche technique et Distribution.
Unfreedom (Manque de liberté) est un film dramatique américano-indien, réalisé, produit et co-écrit par Raj Amit Kumar (en), sorti en 1996.
Ce film aborde le thème de la religion, l'homosexualité féminine et de la liberté d'expression en Inde.

## Fiche technique
- Titre : Unfreedom
- Réalisation : Raj Amit Kumar (en)
- Scénario : Raj Amit Kumar, Damon J. Taylor, Adam Davis, Kamran Iqbal
- Montage : Atanu Mukherjee
- Musique : Jesse Kotansky, Wayne Sharpe
- Production : Raj Amit Kumar
- Sociétés de production : 69 Productions, Dark Frames, Maruti Media
- Sociétés de distribution :
- Pays de production :  États-Unis,  Inde
- Langues : Anglais, hindi
- Lieux de tournage : Delhi (Inde), New York (États-Unis)
- Format : Couleurs
- Genre : Drame, romance
- Durée : 102 minutes (1 h 42
- Dates de sortie en salles :
  - Australie : 12 septembre 2014 (Indie Gems Film Festival)
  - États-Unis : 16 octobre 2014 (Festival du film de Chelsea)

## Distribution
- Preeti Gupta : Leela Singh
- Bhavani Lee : Sakhi Taylor
- Victor Banerjee : Fareed Rahmani
- Adil Hussain : Devraj Singh
- Ankur Vikal : Najeeb
- Bhanu Uday : Husain
- Seema Rahmani (en) : Chandra
- Samrat Chakrabarti (en) : Anees
- Danae Nason : Jana
- Andrew Platner : Mitch
- Kuldeep Sareen : Janaka
- Danny Boushebel : Malik
- Alyy Khan : Alyy
- Dilip Shankar : Sameer
- Shayan Munshi : Anand

## Diffusion
Le film a été interdit de diffusion en Inde par le CBFC en 2015, estimant que l’œuvre pourrait « allumer des passions non naturelles ». Malgré cela, le film a pu être projeté dans une centaine de festivals dans le monde avant d'être rendu disponible en 2018 pour le public indien via  Netflix.